# Montdauphin
Montdauphin ist eine französische Gemeinde mit 237 Einwohnern (Stand: 1. Januar 2022) im Département Seine-et-Marne in der Region Île-de-France. Sie gehört zum Arrondissement Provins und zum Kanton Coulommiers (bis 2015: Kanton Rebais). Die Einwohner nennen sich Montdauphinois.

## Lage
Montdauphin liegt etwa 80 Kilometer östlich von Paris. Umgeben wird Montdauphin von den Nachbargemeinden Vendières im Norden und Nordosten, Dhuys et Morin-en-Brie mit La Celle-sous-Montmirail im Osten, Montolivet im Süden sowie Verdelot im Westen.

## Bevölkerungsentwicklung
| Jahr                      | 1962 | 1968 | 1975 | 1982 | 1990 | 1999 | 2006 | 2013 |
| Einwohner                 | 181  | 172  | 199  | 178  | 157  | 184  | 212  | 238  |
| Quelle: Cassini und INSEE |      |      |      |      |      |      |      |      |

## Sehenswürdigkeiten
- Kirche Saint-Loup mit Fenster der Marienlitanei

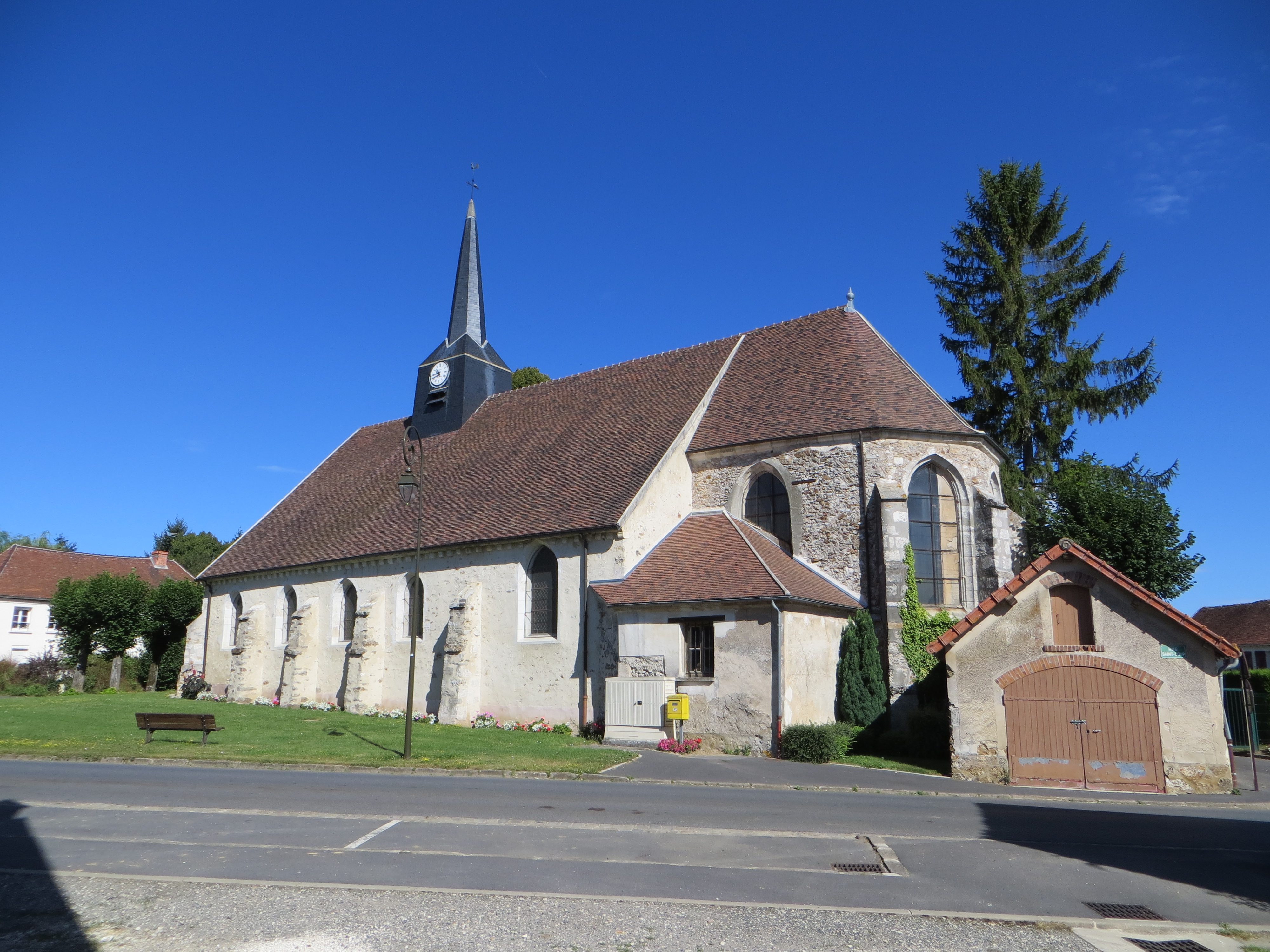
Kirche Saint-Loup